# Gaspar Melchor de Jovellanos
Gaspar Melchor de Jovellanos (Gijón, 5 de enero de 1744-Puerto de Vega, 27 de noviembre de 1811) fue un escritor, jurista y político ilustrado español. Especialmente comprometido con el desarrollo económico y cultural de su país, fueron relevantes su Informe sobre la Ley Agraria o su Memoria sobre la educación pública.

## Biografía

### Primeros años

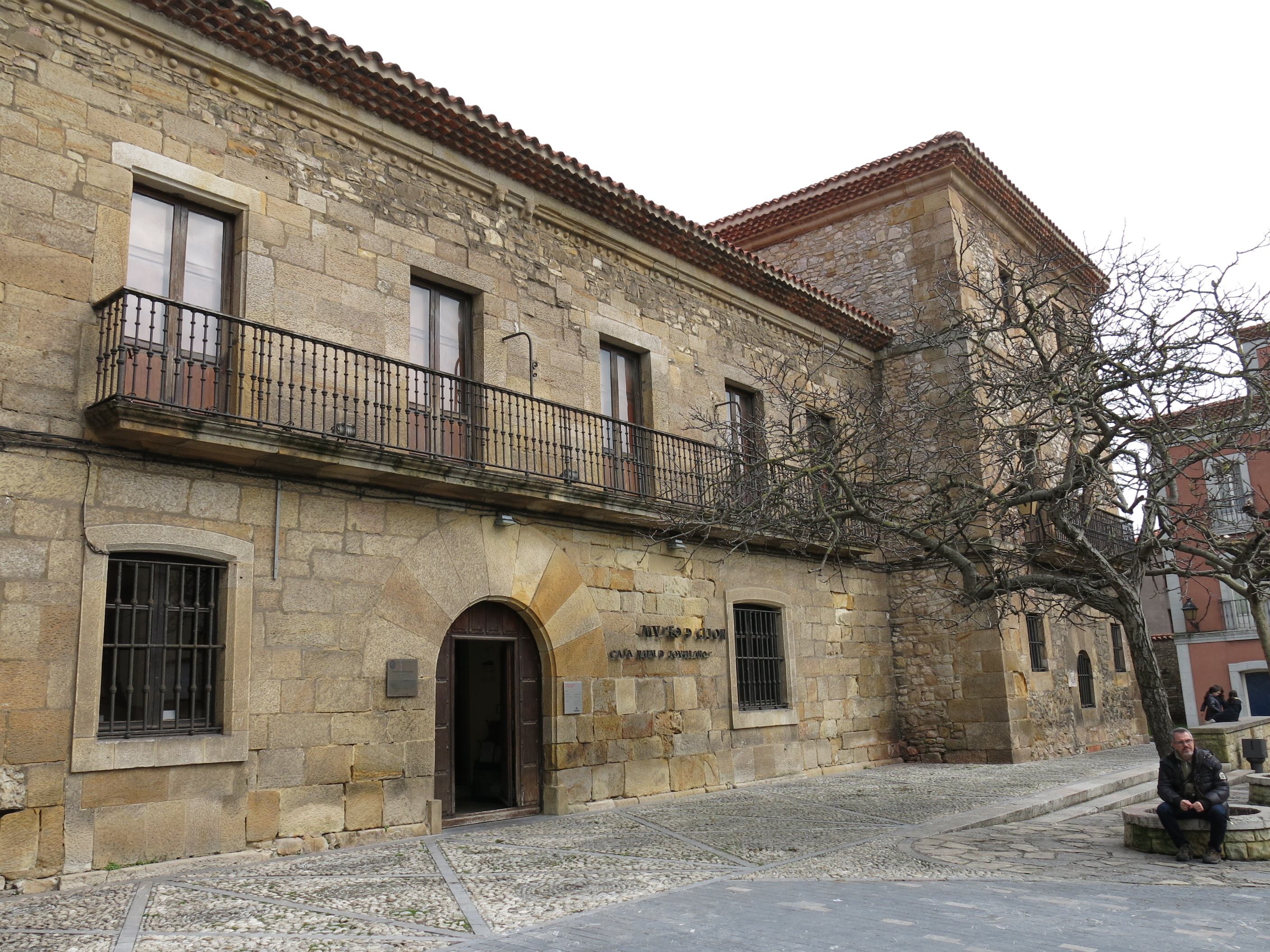
Casa natal de Jovellanos, donde está situado el museo casa natal.

Nació en el seno de una familia noble de Gijón, aunque sin fortuna, y fue bautizado de socorro con el nombre de Melchor Gaspar María. Tras cursar sus primeros estudios en Gijón, en 1757 se traslada a Oviedo para estudiar Filosofía. En 1760, bajo la protección del obispo local, parte hacia Ávila para realizar estudios eclesiásticos. Su paisano y contrapariente, Romualdo Velarde Cienfuegos, recién nombrado obispo de esta ciudad, le sacó de Asturias para su “familiar”, una especie de seminario privado de ideología reformadora creado por él, donde acogió a destacados estudiantes asturianos bajo su protección, que llegarían a los más altos cargos públicos de la nación. Fue hermano mayor de la poetisa Josefa de Jovellanos.
En 1761 se gradúa como bachiller en Cánones (Derecho Canónico) en la Universidad de Santa Catalina de El Burgo de Osma (Soria), obteniendo la licenciatura en la Universidad de Santo Tomás de Ávila el 3 de noviembre de 1763, universidad que gozaba de cierto esplendor intelectual por las atrevidas doctrinas que se discutían en sus aulas y le permitía obtener una nota de prestigio en su expediente personal para acceder al Colegio Mayor de San Ildefonso de la Universidad de Alcalá. Su formación académica abulense le llevó a mantener una estrecha relación con la ciudad castellana a lo largo de toda su vida, a raíz de su contacto habitual con los amigos de esta etapa estudiantil, así como a través del cenáculo de la Duquesa de Alba en Piedrahíta y del círculo de la Condesa de Montijo. Al primer cenáculo pertenecían personajes y amigos íntimos ilustrados, como el escritor Juan Meléndez Valdés, el ministro Cabarrús y el pintor Goya; en tanto que a su llegada a Madrid en 1790, Jovellanos se hospedará en casa de la condesa de Montijo, quien le protegerá también nada más complicarse su situación frente al Ministerio de Gracia y Justicia en 1798.

En 1764 fue becado en el Colegio Mayor de San Ildefonso de la Universidad de Alcalá, para seguir sus estudios eclesiásticos, graduándose de bachiller en Cánones. Allí conoció a Cadalso y a Campomanes.

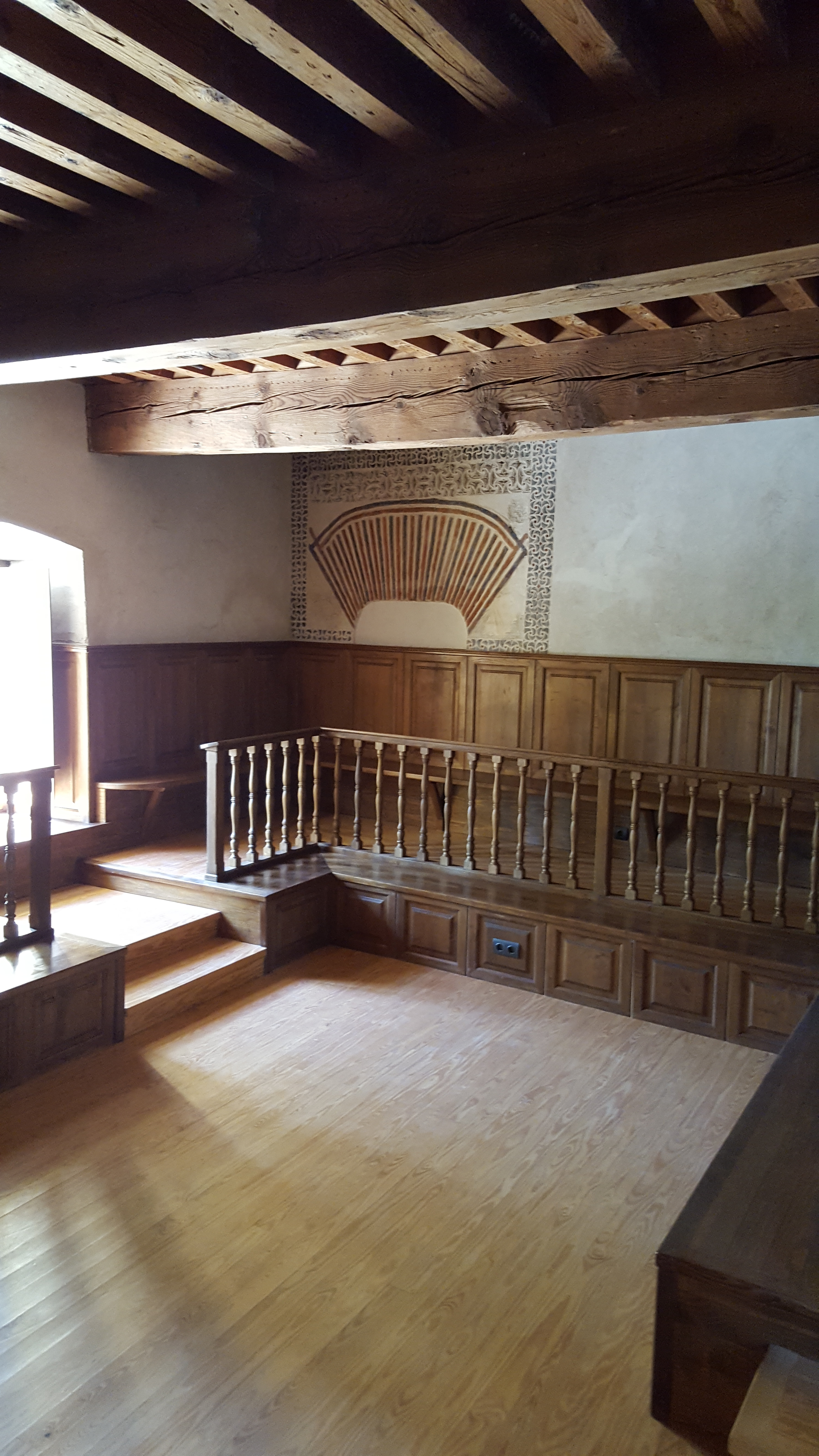
Aula Magna de la Universidad de Ávila en el monasterio de Santo Tomás, donde se licenció Jovellanos.

Después de licenciarse ocupó en 1767 la plaza de magistrado de la Real Audiencia de Sevilla. Allí fue alcalde del crimen y oidor en 1774. En 1775 fue uno de los promotores de la Sociedad Patriótica Sevillana, de la que fue secretario de artes y oficios.

### Madrid
En 1778 consiguió el traslado a la Sala de Alcaldes de Casa y Corte en Madrid, en parte gracias a la influencia del duque de Alba, a quien había tratado en Sevilla. En Madrid entró en la tertulia de Campomanes, a la sazón fiscal del Consejo de Castilla, el cual le encomienda distintos trabajos que le satisfacen, reconociendo en Jovellanos a un hombre de amplia formación y reconocida solvencia en el terreno económico. En 1780 accede al Consejo de Órdenes Militares. En 1782 formó parte de la comisión que puso en marcha el Banco de San Carlos. Fue miembro de la junta de comercio de la Sociedad Económica Matritense y, desde diciembre de 1784, su director. Redacta diversos estudios sobre la economía de España, entre los que tiene singular valor el Informe sobre la Ley Agraria, en la que aboga por la liberalización del suelo y fin de privilegios como el mayorazgo y la Mesta, recogiendo su pensamiento liberal, norma sobre la que el Consejo de Castilla había volcado sus esperanzas para reformar y modernizar el agro peninsular.
Plenamente integrado en la vida cultural madrileña, fue miembro de la Real Academia de la Historia (1779), de la Real Academia de San Fernando (1780) y de la Real Academia Española (1781). Además también fue miembro de la Sociedad Económica de Asturias, sección en el Principado de las Sociedades de Económicas de Amigos del País.
Sin embargo el inicio de la Revolución francesa paralizó con Carlos IV las ideas ilustradas y apartó de la vida pública a la mayoría de los pensadores avanzados.

### Asturias
Tras la caída de su amigo Francisco de Cabarrús, Jovellanos se vio obligado a marchar de la Corte, desterrado, estableciéndose en su ciudad natal en 1790, donde redactó un Informe sobre espectáculos que le había encargado la Real Academia de la Historia y viaja por Asturias, Cantabria y el País Vasco para conocer la situación de las minas de carbón y las perspectivas de su consumo, realizando sus primeros informes sobre en los concejos de Siero y Langreo, futuros grandes exportadores de hulla, especialmente el último. Jovellanos ya se había mostrado favorable al aumento de la producción, para lo cual era preciso liberalizar la explotación de mineral. Tras sus viajes mineros presentó nueve informes con los resultados de su comisión y consiguió que se liberalizase parcialmente la explotación de carbón en 1793. Proyectó la idea de la llamada carretera carbonera entre Langreo y Gijón que se materializó años después, sin que Jovellanos pudiera verla. En Asturias no sólo documentó las posibilidades económicas, sino que realizó informes sobre tradiciones y festejos. 
Entre 1790 y 1791 viajó varias veces a Salamanca para encargarse de la reforma de los Colegios de las Órdenes Militares. Como subdelegado de caminos en Asturias (1792) intentó acelerar la conclusión de las obras de la carretera a Castilla (que había comenzado en 1771), a fin de terminar con el aislamiento de Gijón, pero la falta de fondos imposibilitaría su final.
A iniciativa de Jovellanos se creó en 1794 el Real Instituto Asturiano de Náutica y Mineralogía en Gijón, en el que intentó aplicar las ideas de la Ilustración en la enseñanza.

### Últimos años

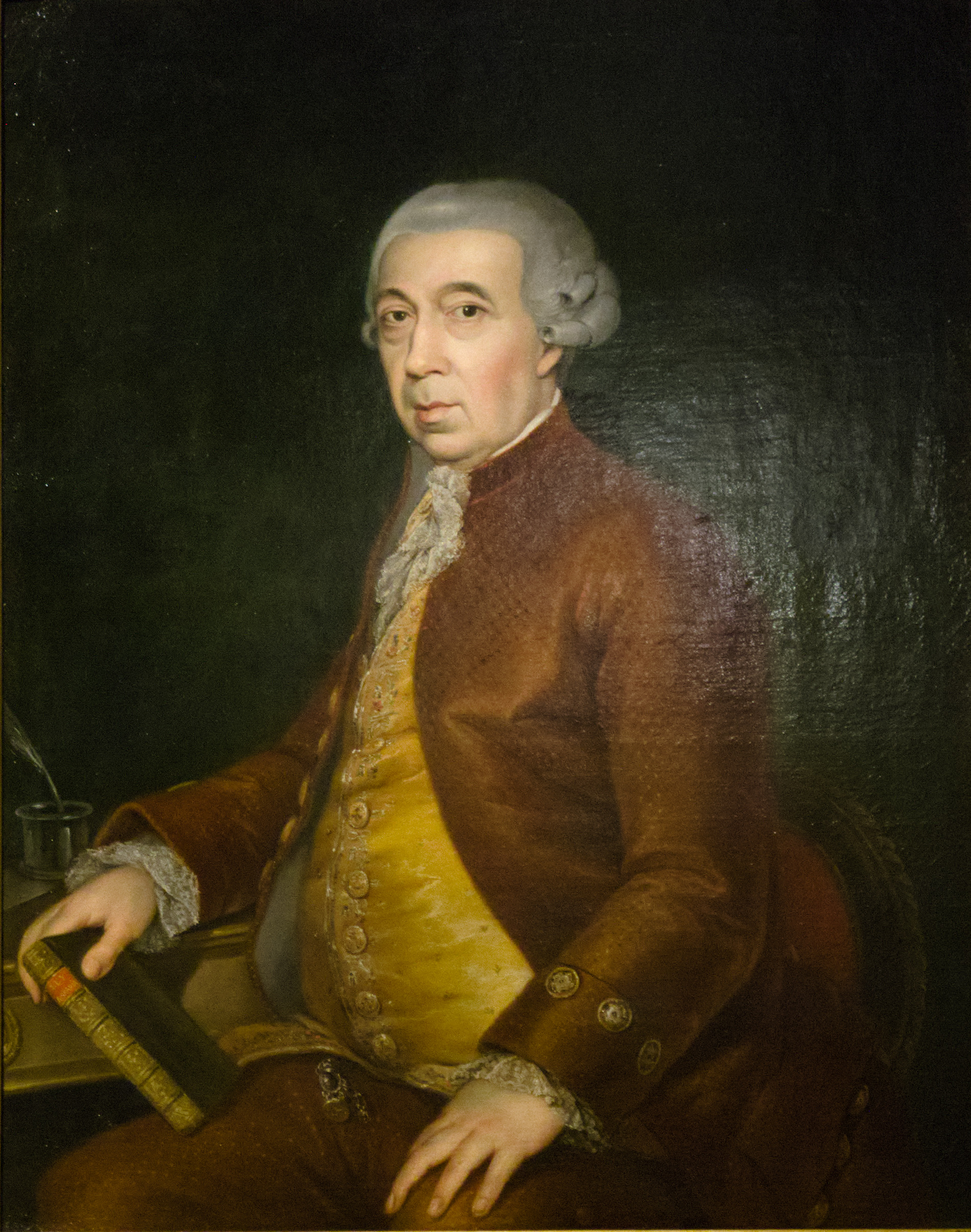
Retrato de Jovellanos en el Museo Lázaro Galdiano, atribuido a Antonio Carnicero, c.1797.

Tras la alianza con la Francia revolucionaria, Manuel Godoy pretendía realizar ciertas reformas y contar con los más importantes de los ilustrados, por lo que le ofreció a Jovellanos el puesto de embajador en Rusia, que este rechazó. Sin embargo, el 10 de noviembre de 1797 aceptó el puesto de ministro de Gracia y Justicia, desde el que intentó reformar la justicia y disminuir la influencia de la Inquisición, pero tras nueve meses en el gobierno cesó el 16 de agosto de 1798 y volvió a Gijón. Allí proyectó la creación de una academia asturiana, que tendría como función el estudio de la historia y de la lengua asturiana, y elaboró 200 fichas de léxico del asturiano.
En diciembre de 1800, tras la destitución de Mariano Luis de Urquijo como ministro de estado, vuelve Godoy al poder y ordena la detención de Jovellanos el 13 de marzo de 1801 y su destierro a Mallorca, primero al monasterio de la Real Cartuja de Jesús de Nazaret, donde fue bien tratado por los monjes —en el actual municipio de Valldemosa—, y luego a la prisión del castillo de Bellver. Durante los años de prisión empeoran sus problemas físicos y aumenta su religiosidad. Poco a poco, y gracias a que conservaba el sueldo de ministro, compró muebles lujosos y muchos libros, pese a padecer cataratas. Liberado el 6 de abril de 1808, tras el motín de Aranjuez, rechazó formar parte del gobierno de José Bonaparte y representó a Asturias en la Junta Central, gobierno del que realizó su reglamento junto a Martín de Garay. Desde él impulsó la reunión de la Asamblea dirigiendo la comisión de Cortes, pero la entrada de los franceses en Andalucía obligó al gobierno a dejar Sevilla y refugiarse en Cádiz. La propaganda de los aristócratas que se negaban a la reunión de Cortes provocó la caída de la Junta Central y la instauración de una regencia, cuyo reglamento fue redactado de nuevo por Jovellanos y Martín de Garay. Las calumnias vertidas contra los centrales hizo que varios de estos abandonasen Cádiz, como ocurrió con Jovellanos, que se embarcó con rumbo a Asturias, pero una tempestad le condujo a Muros el 6 de marzo de 1810. 

Permaneció en Galicia varios meses y escribió la justificación política de su actuación en la Junta Central, Memoria en defensa de la Junta Central, que se imprimió en La Coruña. Tras la marcha de los franceses de Gijón, el 27 de julio de 1811 dejó Galicia y volvió a la villa asturiana, aunque un contraataque francés hizo que tuviera que marcharse una vez más. Enfermo de pulmonía, murió en el pueblo pesquero de Puerto de Vega, en el concejo de Navia, el 27 de noviembre de 1811.

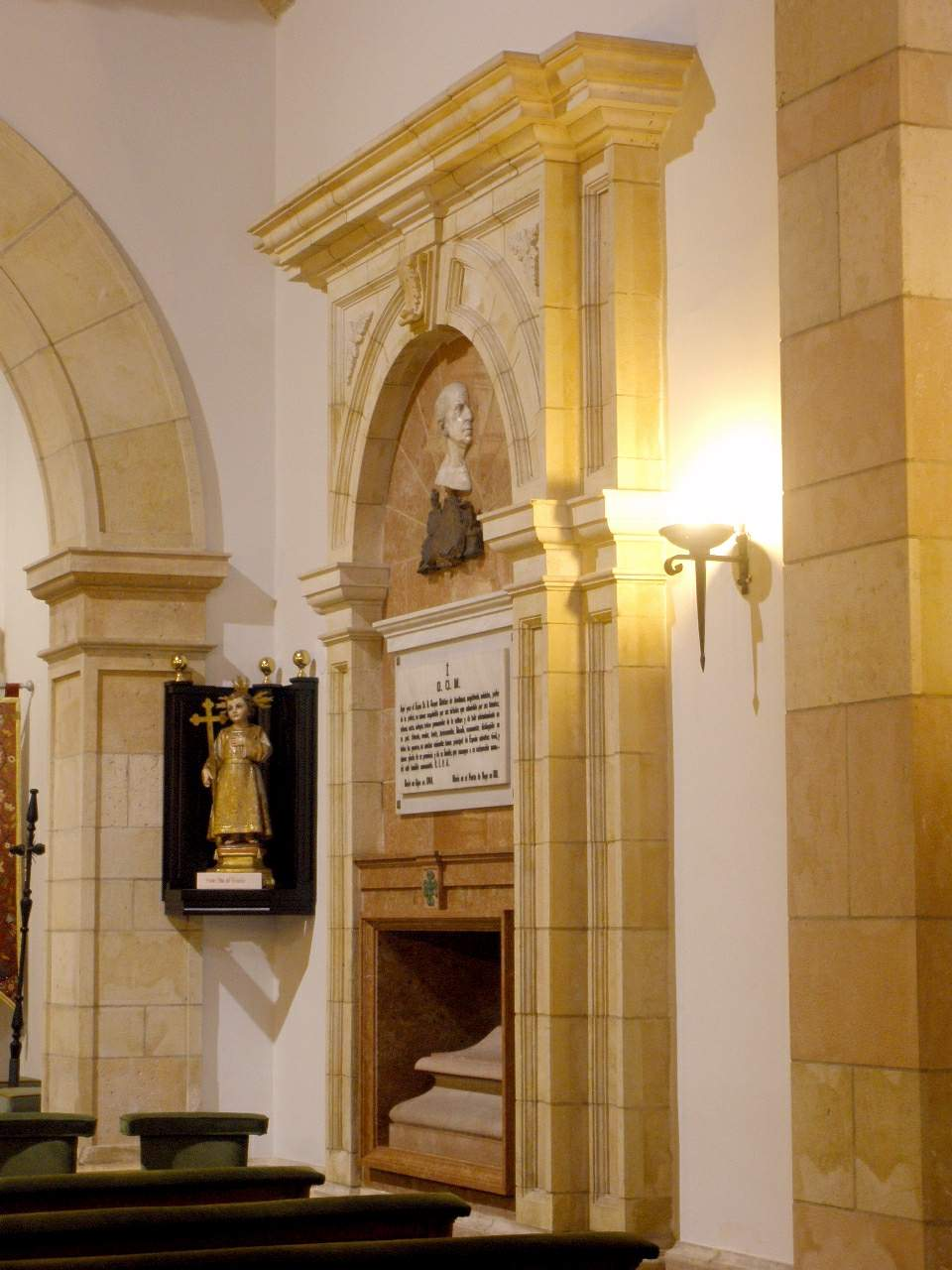
Sepulcro de Jovellanos en la Capilla de los Remedios de su casa natal.

Inicialmente sus restos se trasladaron al cementerio de Gijón, volviendo a trasladarse en 1842 a un mausoleo de la iglesia de San Pedro, construido para albergar al gijonés. En 1936 y ante la eminente voladura del templo, fueron reubicados por el escritor Pachín de Melás en la Escuela Superior de Comercio con el permiso del alcalde Avelino González Mallada. Posteriormente, en 1940, se llevaron a la capilla de los Remedios, al lado de su casa natal.

## Obra
Jovellanos cultivó varios géneros literarios (como poesía y teatro) pero sus escritos principales fueron ensayos de economía, política, agricultura, filosofía y costumbres, desde el espíritu reformador del despotismo ilustrado. 
Entre ellas destacan el Informe sobre la ley agraria, que escribió en una primera versión en 1784, pero que no envió hasta 1787 a la Sociedad Económica Matritense, que la remitió al Consejo de Castilla y que se publicó en 1795. En ella Jovellanos se mostró partidario de eliminar los obstáculos a la libre iniciativa, los cuales agrupaba en tres clases: políticos, morales y físicos. Entre ellos estaban los baldíos, la Mesta, la fiscalidad, la falta de conocimientos útiles de los propietarios y labradores, las malas comunicaciones y la falta de regadíos, canales y puertos. Para corregir esta situación Jovellanos propuso que los baldíos y montes comunales pasaran a la propiedad privada, disolver la Mesta, cercar las fincas, y que los arrendamientos estuvieran basados en el pacto libre entre los colonos y los propietarios. A su vez, también defendió la limitación de los mayorazgos, la reforma de los impuestos, y la supresión de la amortización eclesiástica o de las trabas sobre los agricultores. 
A esto habría que añadir la reforma de la enseñanza, para hacerla más práctica, dándole más importancia a las materias científicas, y la inversión del Estado en obras públicas. Estas medidas crearían las condiciones para la constitución de un mercado de tierras, un aumento de la producción y la creación de un mercado nacional unificado que posibilitarían que aumentara la población y su nivel de vida, lo que serviría de base para el inicio de la industrialización.
Durante su estancia en Sevilla fue uno de los participantes en la tertulia de Pablo de Olavide, lo que influyó para que comenzara a escribir poesía amorosa y redactó la primera versión de la tragedia El Pelayo (1769) y la comedia El delincuente honrado (1773). Pelayo o La muerte de Munuza es la única tragedia redactada por Jovellanos. Es obra de juventud, compuesta en Sevilla, en 1769, cuando su creador contaba veinticinco años de edad, si bien fue corregida entre 1771 y 1772. La obra fue objeto de una reelaboración que dio lugar a una versión nueva, hecha entre 1782 y 1790. Se debió transmitir en manuscrito. Sólo en 1792 apareció una impresión, y ésta de carácter pirata. Su representación no tuvo lugar hasta 1782, trece años después de ser escrita; en aquel año se estrenó en Gijón. A principios de octubre de 1792 tuvo lugar su estreno en Madrid. La contribución de Jovellanos a la comedia se reduce a una sola obra, y ésta en los límites del género: El delincuente honrado, escrita en Sevilla para la tertulia de Olavide, y estrenada en Madrid veinte años más tarde, en 1767. Se trata de una comedia sentimental, derivación española de la «comédie larmoyante», creada en Francia por Pierre-Claude Nivelle de La Chaussée.
También tradujo el primer libro de El paraíso perdido, de Milton. Fue el impulsor de una serie de mejoras en su ciudad natal, como la carretera Gijón–León, que, aunque no vio terminada, significó el traslado del comercio marítimo asturiano desde el puerto de Avilés al de Gijón. Además, impulsó todo tipo de reformas en el ámbito nacional, siendo un ilustrado clave de la época.

## Obras

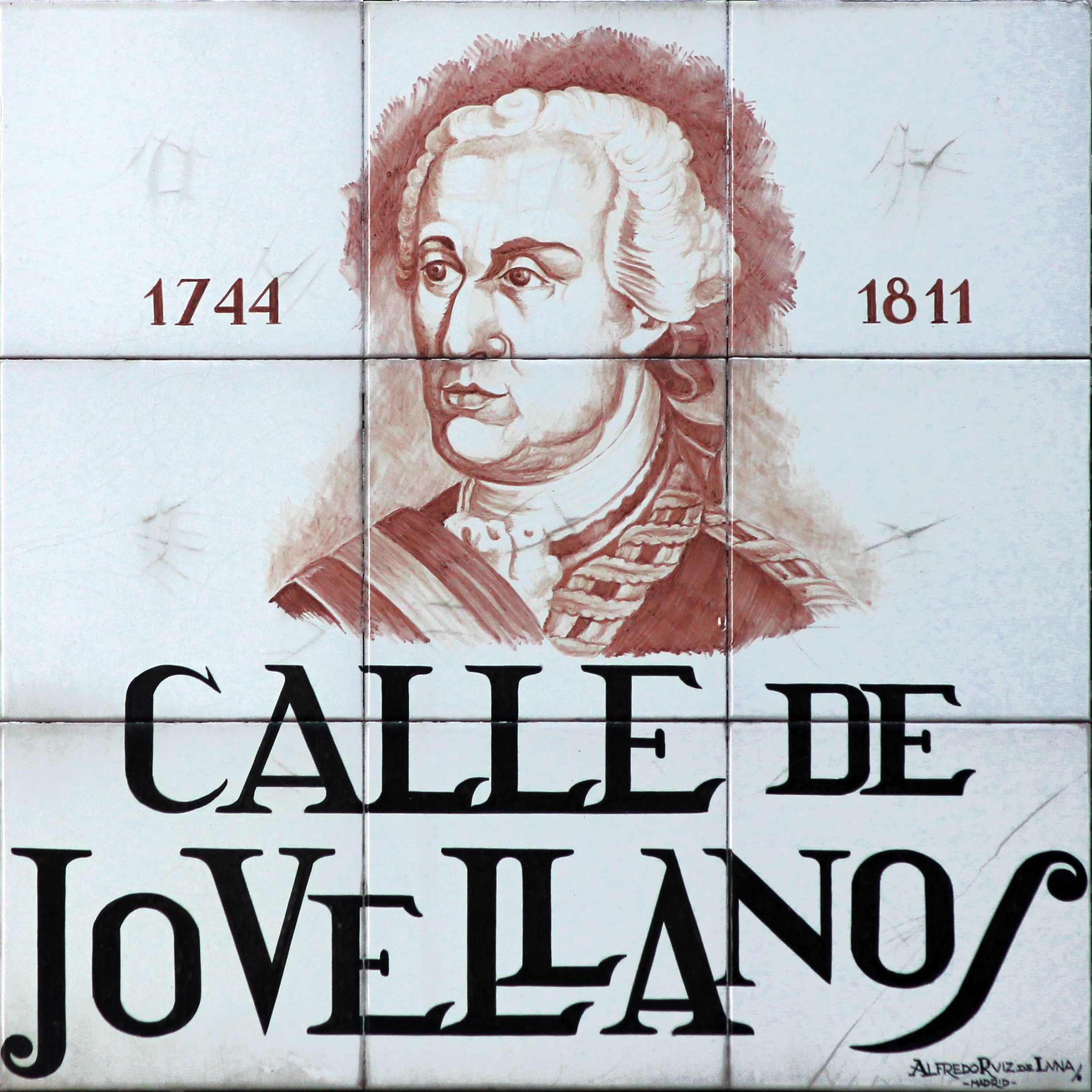
Placa de la calle de Jovellanos en Madrid

### Obras literarias
- Obras teatrales: Pelayo / Munuza, tragedia. Sevilla, 1769 y El delincuente honrado, Sevilla, 1774.
- Composiciones poéticas y romances.
- Elogio fúnebre del marqués de los Llanos de Alguazas. Leído en la Sociedad Económica Matritense el 5 de agosto de 1780.
- Elogio de Ventura Rodríguez. Madrid, 19 de enero de 1788 Sociedad Económica Matritense.
- Elogio de Carlos III. Leído en Real Sociedad Económica de Madrid el 8 de noviembre de 1788.

### Correspondencia
- Vid. Gaspar Melchor de Jovellanos. Obras Completas, tt. II al V. Ed. crítica, introducción y notas de José Miguel Caso González. Oviedo, IFES. XVIII / Ilustre Ayuntamiento de Gijón, 1985, 1986, 1988, 1990.

### Diario y memorias
- Diario (1790-1808). Facsímil del manuscrito autógrafo en Biblioteca Digital Hispánica (Diario de Nicolás y Leandro Moratín [Manuscrito]) y transcripción en Obras Completas de la Biblioteca de Autores Españoles (II, 1857, 4.ª ed, fo. 85r) por la Biblioteca Virtual Miguel de Cervantes.
- Memorias familiares (1790-1810).
- Diario de viaje desde Bellver (Mallorca) a Jadraque (Guadalajara). Regreso del destierro. Mallorca, 5 de abril, 23 de junio de 1808.

### Obras de carácter pedagógico
- Informe al Protomedicato sobre el estado de la Sociedad Médica de Sevilla y del estudio de la Medicina en su Universidad, Sevilla, 3 de septiembre de 1777.
- Discurso sobre el lenguaje y estilo propio de un Diccionario geográfico. Madrid, 23 de junio de 1788. Leído por el autor en la Real Academia de la Historia.
- Reglamento para el gobierno económico, institucional y literario del colegio de la Inmaculada Concepción de Salamanca, según el nuevo plan aprobado por S. M. a consulta del Real Consejo de las Órdenes. Salamanca, 16 de agosto de 1790.
- Memorias Pedagógicas (1790–1809).
- Reglamento del Colegio Imperial de Calatrava. Madrid, 1791. Constituye el plan de enseñanza más completo y perfecto que hasta entonces hubo en Europa.[7]
- Ordenanza para el Real Instituto Asturiano. Gijón, 1 de diciembre de 1793.
- Oración inaugural a la apertura del Real Instituto Asturiano. Gijón, 7 de enero de 1794.
- Noticia del Real Instituto Asturiano. Gijón, 21 de junio de 1794.
- Curso de Humanidades Castellanas. Real Instituto Asturiano. Gijón, 1794.
- Carta al Doctor Prado sobre el método de estudiar el Derecho. Gijón, 17 de diciembre de 1795.
- Oración sobre la necesidad de unir el estudio de la literatura al de las ciencias. Real Instituto Asturiano. Gijón, 1797.
- Exposición al Príncipe de la Paz como respuesta a once puntos sobre instrucción pública en España. Gijón, 1797.
- Plan para arreglar los estudios de la Universidad. Madrid, 1798.
- Plan de educación de la nobleza y de las clases pudientes. Aranjuez, 1798.
- Discurso sobre el estudio de la Geografía histórica. Pronunciado en el Instituto Asturiano de Gijón. 16 de febrero de 1800.
- Memoria sobre la educación pública o sea tratado teórico-práctico de enseñanza con aplicación a las escuelas y colegios de niños. Cartuja de Valdemosa. Mallorca, 1802.
- Instrucción dada a un joven teólogo al salir de la Universidad, sobre el método que debía observar para perfeccionarse en el estudio de esta ciencia. Castillo de Bellver, 1805.
- Bases para la formación de un plan general de Instrucción Pública. Sevilla, 16 de noviembre de 1809.

### Obras de carácter económico
- Causas de la decadencia de las Sociedades Económicas. Madrid, 19 de enero de 1786.
- Informe en el Expediente de la Ley Agraria. Gijón, 26 de abril de 1794.
- Informe sobre la extracción de aceites a reinos extranjeros. Sevilla, 14 de mayo de 1774.
- Introducción a un discurso sobre el estudio de la Economía civil. 1776.
- Informe sobre el fomento de la marina mercante. Madrid, 1784.
- Informe sobre sustituir un nuevo método para la hilanza de la seda. Madrid, Junta de Comercio y Moneda, 1789.
- Dictamen sobre embarque de paños extranjeros para nuestras colonias. Madrid, 1789.

### Obras de temas asturianos
- Discurso a la Real Sociedad de Amigos del País de Asturias, sobre los medios de promover la felicidad de aquel Principado. Madrid, 22 de abril de 1781.
- Cartas del viaje de Asturias o Cartas a Ponz (1782-1792).
- Juicio crítico de la historia antigua de Guiggia. Gijón, 9 de agosto de 1782.
- Representaciones acerca de la carretera de Pajares (1783-1799).
- Informes mineros (1789-1797).
- Plan para la formación de un Diccionario del dialecto de Asturias. Gijón, 1790.
- Instrucción para la formación de un Diccionario bable. 1801.
- Apuntamiento sobre el dialecto de Asturias (Instrucción para la formación de un Diccionario geográfico de Asturias). 1804.
- Origen e introducción de la agricultura en Asturias. Castillo de Bellver, 1804.

### Escritos sobre arte
- Discurso pronunciado la Sociedad de Amigos del País de Asturias, sobre la necesidad de cultivar en el Principado el estudio de las ciencias naturales. Oviedo, 6 de mayo de 1782.
- Plan general de mejoras propuesto al Ayuntamiento de Gijón. 1782.
- Informe a la Junta General de Comercio y Moneda sobre el libre ejercicio de las artes. (Según Ceán es de Madrid, 29 de noviembre de 1785).
- Memoria del castillo de Bellver, descripción histórico-artística. Castillo de Bellver, 1805.
- Descripción de La Rioja. Gijón, 16 de abril de 1795.

### Escritos encargados por las diversas academias
- Discurso pronunciado a la Sociedad de Amigos del País de Asturias.
- Informes sobre obras de arte (Granada, Córdoba, Bellver, Asturias).
- Sobre la necesidad de unir al estudio de la legislación el de nuestra historia y antigüedades.
- Madrid, Academia de la Historia, Discurso de recepción. Madrid, 14 de febrero de 1780.
- Elogio de las Bellas Artes. Pronunciado en la Academia de San Fernando. Madrid, 14 de julio de 1781.

### Escritos jurídicos
- Informe sobre la reforma de cárceles. Sevilla, 1768–1778.
- Apuntamientos y deducciones relativos al Derecho Público de España. Sevilla, 1 de julio de 1774.
- Organización interior de los hospicios, respecto a su salubridad. Sociedad Económica de Sevilla, 1778.
- Informe sobre indultos generales. Madrid, 1 de julio de 1779.
- Reflexiones sobre legislación de España en cuanto al uso de las sepulturas. Presentado en la Academia de la Historia en 1781.
- Discurso sobre la necesidad del estudio de la lengua para comprender el espíritu de la legislación. Madrid, 25 de septiembre de 1781.
- Informe sobre la disciplina eclesiástica antigua y moderna relativa al lugar de las sepulturas. Madrid, 9 de mayo de 1783.
- Discurso para ilustrar la materia de un informe pedido por el Real y Supremo Consejo de Castilla a la Sociedad Económica de Madrid, sobre el establecimiento de un Montepío para los nobles de la Corte. Madrid, 1784. Arroz.
- Memoria para el arreglo de la policía de los espectáculos públicos y sobre su origen en España. Gijón, 29 de diciembre de 1790. La presentó reformada en 11 de junio de 1796.
- Representación a Carlos IV sobre lo que era el Tribunal de la Inquisición. 1798.
- Informe sobre la abolición de la prueba del tormento. Sevilla, 1768-1778.
- Plan de una disertación sobre las leyes visigodas. Madrid, 1785.
- Exposición sobre la organización de las Cortes. 1809.

### Escritos políticos
- Memoria leída en la sociedad Económica de Madrid sobre si se debían o no admitir en ella las señoras. 1786.
- Primera representación a Carlos IV. Valdemosa, Mallorca, 24 de abril de 1801.
- Segunda representación a Carlos IV. Valdemosa, Mallorca, 1802.
- Representación a Fernando VII. Mallorca, 18 de abril de 1808.
- Memoria en defensa de la Junta Central. Santa Cruz de Ribadulla, 2 de mayo de 1811.
- Informe sobre las causas de la decadencia de las sociedades económicas. Madrid, 3 de octubre de 1786.
- Reflexiones sobre democracia. (s. a.).
- "Escritos políticos y filosóficos"

### Documentos biográficos
- Notas biográficas. Cabarrús; Campomanes. Madrid, 1782.

### Traducciones
- Traducción del Voyage dans l’Egypte pour decouvrir les sources du Nil, de James Bruce. 1795.
- Extracto y traducción de la Historia de la Cartuja de Valldemuza, de Fray Alberto Puiz. 1801.
- Traducción en romance endecasílabo de la tragedia Ifigenia, de Racine. 1794.

### Botánica
- Tratado de botánica mallorquina o Flora medicinal de Valldemosa. (1801).